# ال مسکیت (تگزاس)
ال مسکیت (به انگلیسی: El Mesquite) یک منطقهٔ مسکونی در ایالات متحده آمریکا است که در شهرستان استار، تگزاس واقع شده‌است. ال مسکیت ۳۸ نفر جمعیت دارد.